# 787 до н. е.

## Події
- Фараоном ХХІІІ династії у Верхньому Єгипті став Осоркон ІІІ;
- Останній із шести походів Адад-нірарі III в Мідію.
- Згідно з «Історією Ірландії» Джеффрі Кітінга, верховний король Ірландії Рохехтайд Роха був убитий блискавкою, йому спадкував син Елім Олфінехта.

### Астрономічні явища
- 13 квітня. Кільцеподібне сонячне затемнення.[1]
- 7 жовтня. Повне сонячне затемнення.[1]